# Seaton Delaval Hall
Seaton Delaval Hall est une maison de campagne classée Grade I située dans le Northumberland, en Angleterre, près de la côte, juste au nord de Newcastle upon Tyne. Situé entre Seaton Sluice et Seaton Delaval, elle est conçue par Sir John Vanbrugh en 1718 pour l'amiral George Delaval. Il appartient maintenant au National Trust.
Depuis l'achèvement de la maison en 1728, elle a une histoire malheureuse. Ni l'architecte ni le mécène n'ont vécu pour voir son achèvement. Elle passe ensuite par une succession d'héritiers, n'étant habité que par intermittence. Le plus dommageable de tous, en 1822, le bloc central est ravagé par un incendie et reste une coquille vide depuis.
Les jardins du XVIIIe siècle de la maison sont classés Grade II * sur le registre des parcs et jardins historiques.

## Histoire
La famille Delaval possède le domaine depuis l'époque de la conquête normande. L'amiral George Delaval achète le domaine à un parent pauvre, Sir John Delaval en 1717. George Delaval a fait fortune en capturant des navires de prix alors qu'il est dans la marine et a également servi comme envoyé britannique sous le règne de la reine Anne. En 1718, il fait appel à l'architecte John Vanbrugh pour le conseiller sur la façon de moderniser et d'améliorer le manoir existant. En voyant le site, Vanbrugh estime qu'il ne peut rien faire et conseille la démolition complète de tout sauf l'ancienne chapelle près du manoir, qui est maintenant l'église paroissiale de Notre-Dame.
Son conseil est suivi et les travaux de construction sont achevés en 1728, deux ans après la mort de l'amiral. Le nouveau manoir qui en résulte est la dernière maison de campagne conçue par Vanbrugh, et il est considéré comme l'une de ses plus belles œuvres. À la fin, le neveu de l'amiral Francis Blake Delaval (l'aîné) hérite de la propriété et y emménage immédiatement.
En 1775, le portraitiste de Newcastle William Bell réalise deux peintures de la maison, représentant les façades nord et sud. Bell peint également des portraits de nombreux résidents de la maison à l'époque, ce qui lui vaut le patronage de Lord Delaval, un fils cadet du susmentionné Francis Blake Delaval. Ces peintures sont encore visibles dans le manoir.
En 1822, le bloc central est ravagé par un incendie qui aurait été causé par des choucas nichant dans les cheminées  de la partie de l'aile sud-est la plus proche de la maison principale. Cette aile est démolie par la suite, et on peut encore voir diverses ouvertures, aujourd'hui vitrées, montrant où elle rejoignait le bloc central.
La maison est partiellement restaurée par l'architecte John Dobson en 1862-1863, lorsque le bloc central est refait, bien qu'il soit resté une coquille à l'intérieur. Les effets de l'incendie restent clairement visibles dans la grande salle, à l'origine 30 pieds (9,144 m) haut mais maintenant ouverte sur le toit, avec des murs noircis et des statues de muses.
Pendant la Seconde Guerre mondiale, la maison est utilisée pour abriter des prisonniers de guerre allemands, qui travaillent comme ouvriers dans les fermes voisines. D'autres restaurations sont achevées en 1959 et au début des années 1960, notamment le remplacement des fenêtres du bloc central, la restauration de la galerie à l'étage dans le hall principal et le pavage des sols du piano nobile.
Cependant, la maison reste inoccupée jusque dans les années 1980 lorsque, après une période de 160 ans, Edward Astley (22e baron Hastings) s'installe dans l'aile ouest, qui est sa résidence permanente jusqu'à sa mort en 2007.
Par la suite, le nouveau 23e baron Hastings, Delaval Astley, souhaitant préserver l'avenir de la maison et encourager un plus grand accès public, entame des discussions avec le National Trust. Le 1er septembre 2008, le National Trust lance un appel de 6,3 millions de livres sterling pour amener la maison, avec ses jardins et son terrain, sous la garde du Trust. En décembre 2009, la Fiducie annonce que son appel a été couronné de succès, et l'achat ayant abouti, la maison est ouverte aux visiteurs le 1er mai 2010.
En octobre 2021, Seaton Delaval Hall est l'un des 142 sites à travers l'Angleterre à recevoir une partie d'une injection de 35 millions de livres sterling dans le Fonds de récupération de la culture du gouvernement, en particulier pour ses murs et corbeaux de promenade en mer .

## Architecture et agencement

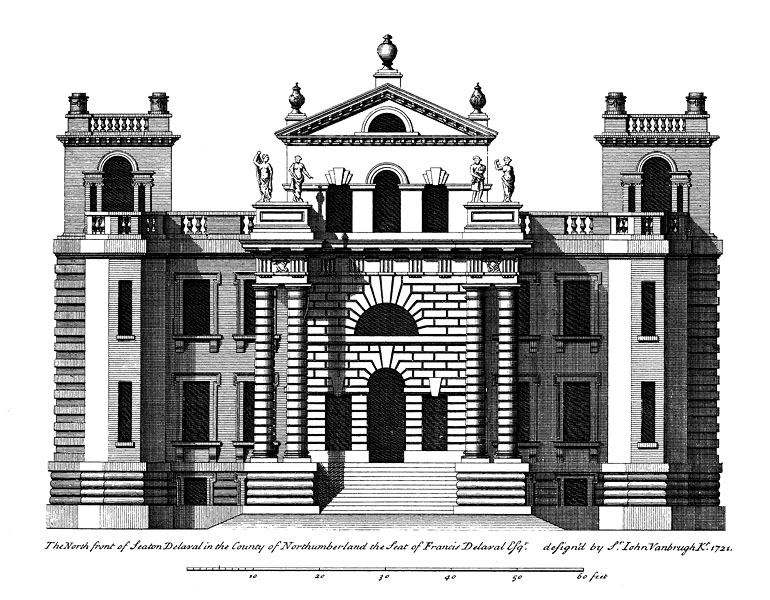
Bloc central dessiné avant l'achèvement, comme Vanbrugh envisageait la maison. Les statues sur les frontons n'ont jamais été exécutées. Gravure de Colen Campbell, tirée de son Vitruvius Britannicus.

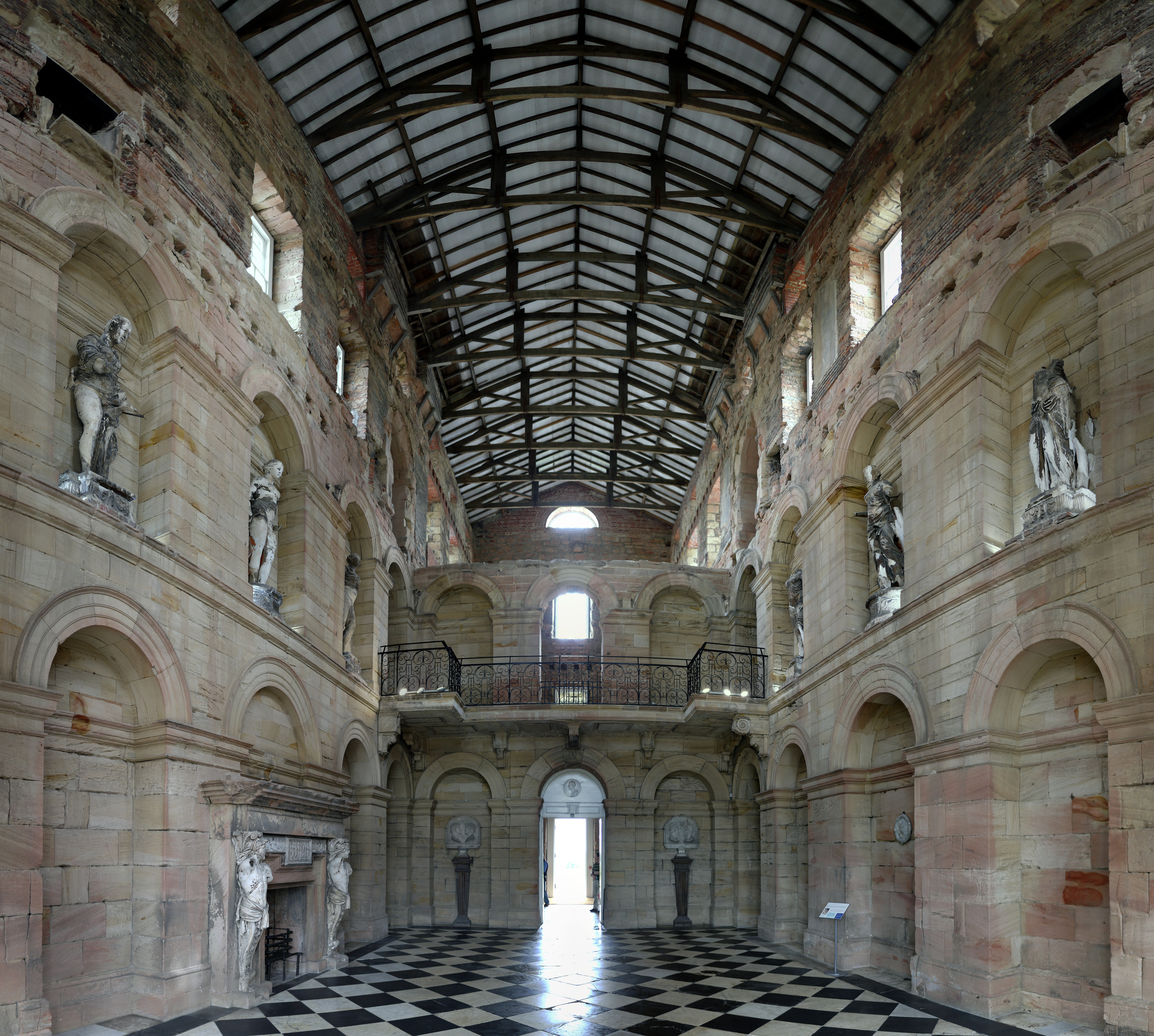
L'intérieur de l'entrée principale du bloc central. Les statues en stuc au niveau du premier étage sont fixées en permanence aux murs; le plafond manquant a été détruit dans l'incendie de 1822. Le toit est moderne.

Le style d'architecture est connu sous le nom de baroque anglais, basé sur le style palladien introduit au Royaume-Uni par Inigo Jones. Vanbrugh développe le style à partir du baroque continental plus décoré et architecturalement plus léger populaire en Europe.
La conception est d'un portique de bloc central, ou corps de logis, contenant les salles d'apparat et principales, entre deux ailes flanquantes. Les ailes ont une projection centrale de trois baies, couronnées par un fronton, de part et d'autre de 7 baies de fenêtres à guillotine au-dessus d'une arcade au rez-de-chaussée.
L'aile ouest abrite à l'origine des logements secondaires et de service. Endommagé lors d'un incendie antérieur mais restauré selon le plan d'origine, il se distingue par une grande colonnade et se vantait d'une haute cuisine voûtée, devenue un salon. L'aile est contient les écuries, une chambre de soixante pieds de conception palatiale, avec des stalles et des mangeoires en pierre. Ils auraient été inspirés par les écuries de Hopetoun House près d'Édimbourg, conçues par Robert Adam. En 1768, Sir Francis Blake Delaval écrit ainsi à son frère : "Je construis la grande écurie sur un plan que nous avons vu chez Lord Hoptoun lorsque nous étions en Écosse, avec des divisions en pierre des stalles." Il est tellement satisfait des résultats que Sir Francis organise un dîner dans les nouvelles écuries .
Entre les deux ailes se trouve une cour d'honneur, une grande cour ouverte de 180 pieds (54,864 m) de long et 152,5 pieds (46,482 m) large.
Alors que l'extérieur est toujours un exemple parfait du baroque anglais à son meilleur, l'intérieur des salles d'apparat n'a pas été restauré après l'incendie.
Aussi dans les 400 acres ( Unité «  » inconnue du modèle {{Conversion}}.) du parc se trouve un mausolée en pierre, à environ un demi-mille à l'est de la maison, qui possédait autrefois un dôme majestueux, aujourd'hui disparu, mais qui conserve un portique reposant sur d'énormes colonnes monolithiques. Le mausolée est entouré d'un ha-ha circulaire, un fossé en pierre. Il est érigé par Lord Delaval à son fils unique, John, décédé en 1775 à l'âge de 19 ans, "à la suite d'un coup de pied dans un organe vital par une blanchisseuse à qui il payait ses adresses". Personne n'a jamais été enterré dans le mausolée, qui n'a jamais été consacré, et le malheureux John Delaval est enterré à St Peter's Doddington, Lincolnshire.
Le mausolée est maintenant en ruine et son toit en plomb a disparu. Toujours à l'est, dans le jardin clos, se trouve une orangerie orientée au sud, conçue par l'architecte William Etty, qui collabore avec Vanbrugh. Il comporte cinq arcs vitrés séparés par des demi-colonnes doriques. La statue sur le parvis devant la maison est une figure en plomb de David, avec une fronde vide, légèrement posée au-dessus de la forme accroupie de Goliath, qui a les pouces doublés à l'intérieur de ses paumes. Il s'agit d'une copie du XVIIIe siècle, peut-être de John Cheere, d'un marbre italien du XVIe siècle de Baccio Bandinelli ou d'un disciple de Jean Bologne. La statue a été repositionnée depuis l'un des bastions d'angle du jardin .
Depuis les marches de la maison par temps clair, le Cheviot et Hedgehope Hill sont clairement visibles à l'horizon nord, à une quarantaine de kilomètres de là, à la frontière écossaise. Les collines Simonside sont également visibles au nord-ouest.

## Galerie

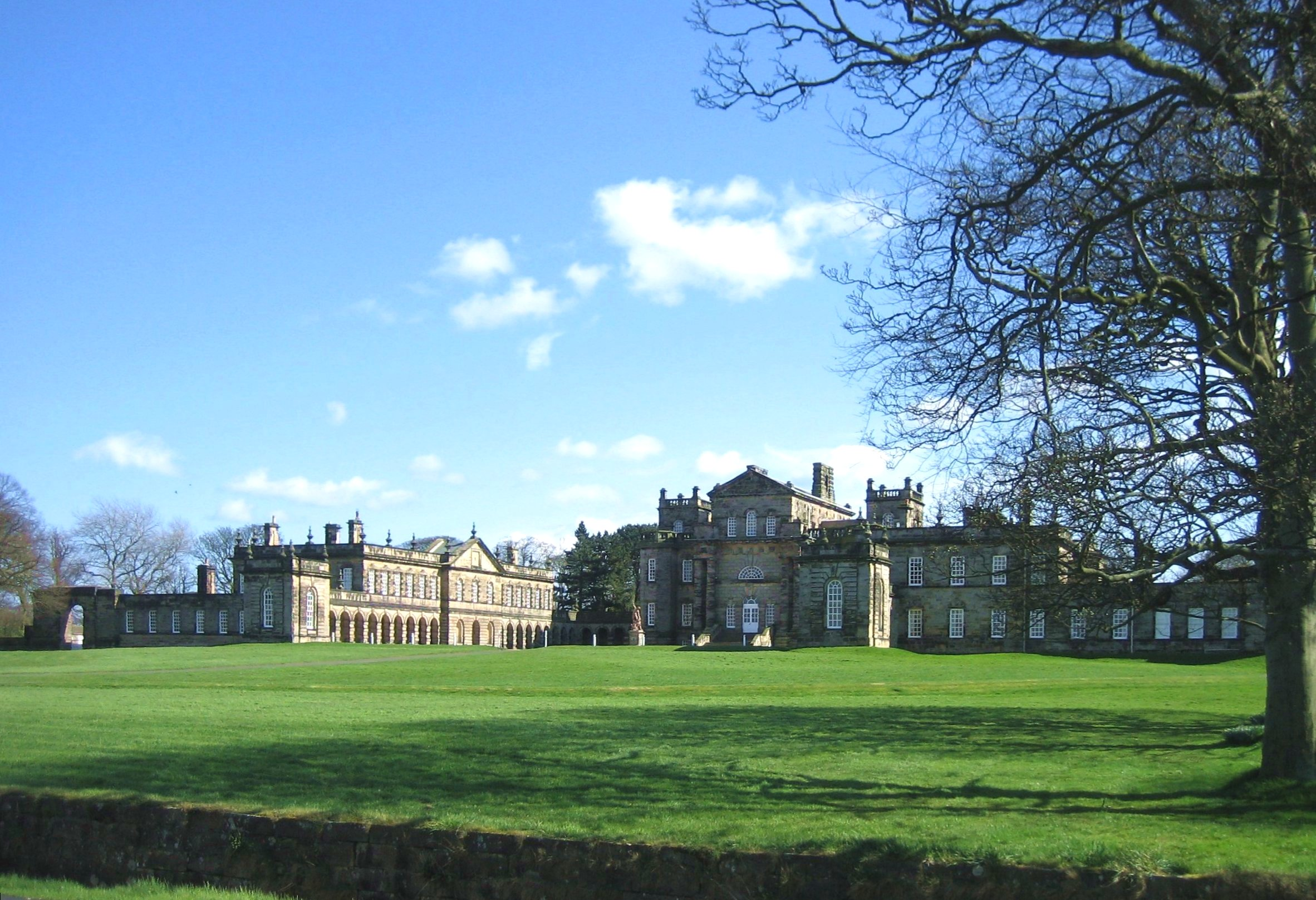
Du nord-ouest
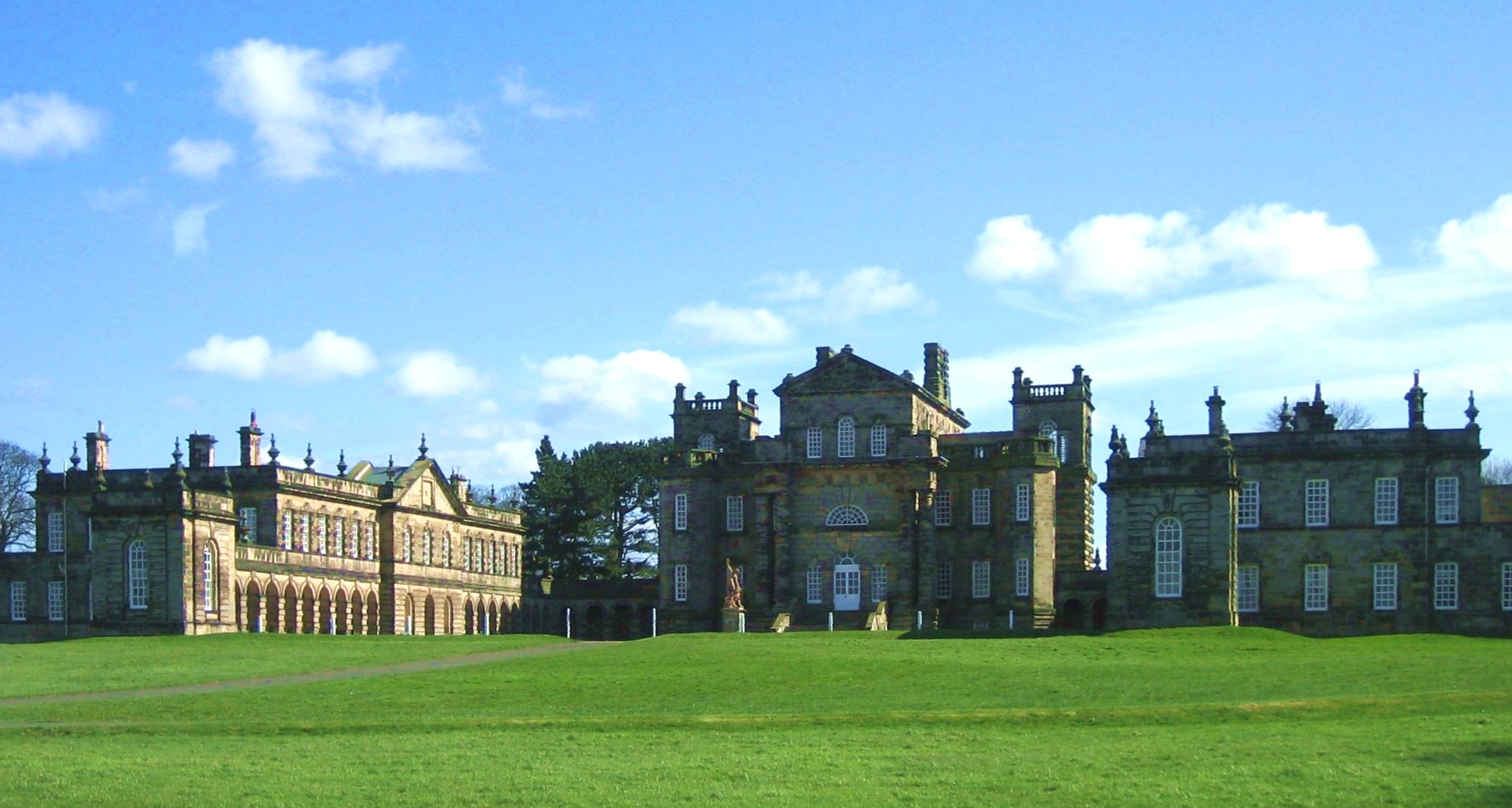
Du nord-ouest
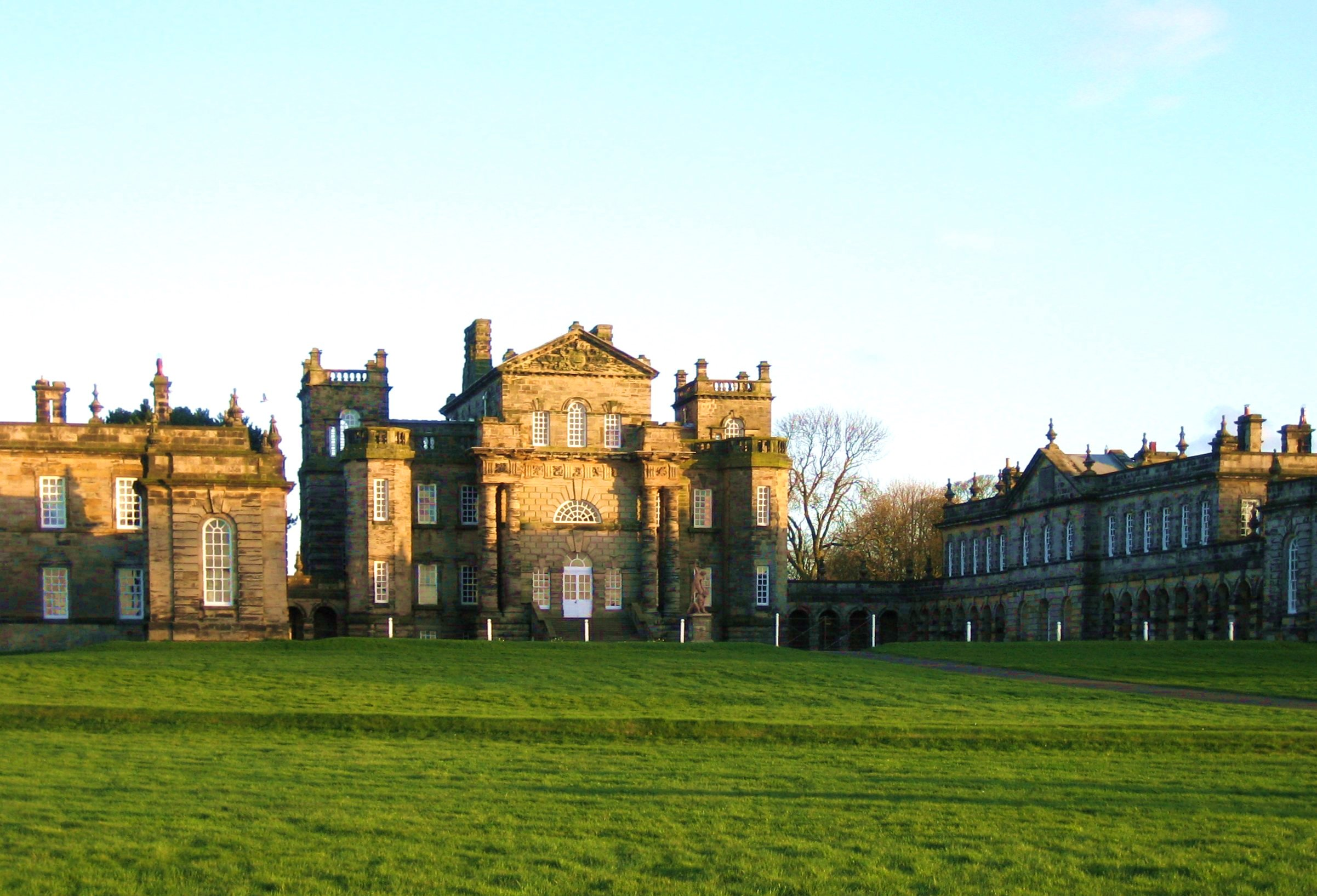
Du nord
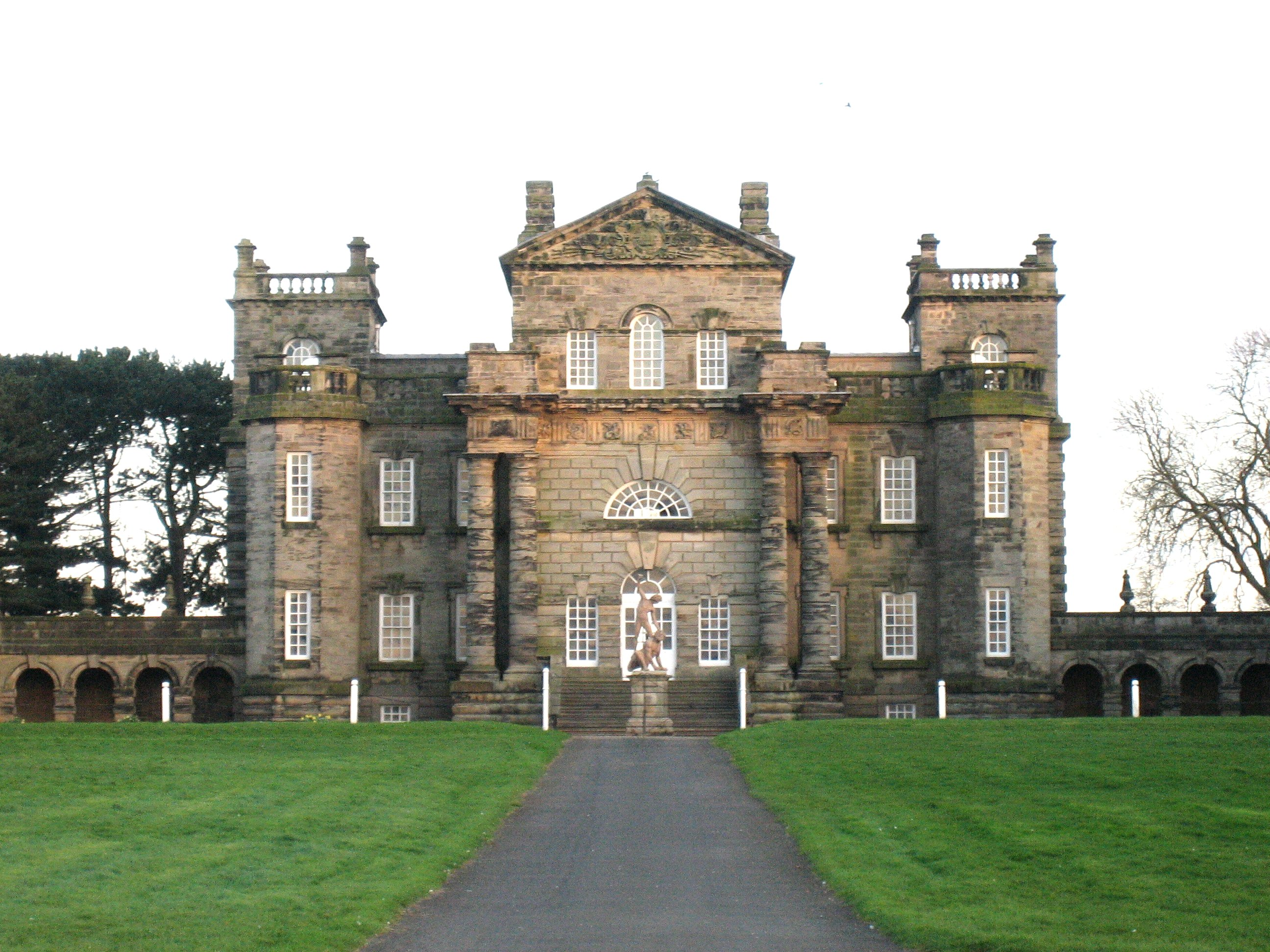
Bloc central du nord